# Joshua Lederberg
Joshua Lederberg (Montclair, 23 mei 1925 – New York, 2 februari 2008) was een Amerikaans moleculair bioloog die vooral bekend is geworden door zijn werk op het gebied van genetica, kunstmatige intelligentie en ruimtevaart. In 1958 won hij de Nobelprijs voor de Fysiologie of Geneeskunde voor zijn ontdekking dat bacteriën kunnen paren en zo genetische informatie uitwisselen. Hij deelde de prijs met Edward Lawrie Tatum en George Wells Beadle, die de prijs voor een ander onderzoek kregen.

## Biografie

### Jonge jaren en opleiding
Lederberg werd geboren als de zoon van Esther Goldenbaum Schulman Lederberg en rabbijn Zvi Hirsch Lederberg. Hij had twee jongere broers. Op zijn 15e haalde Lederberg zijn diploma van de Stuyvesant High School in New York Hierna kreeg hij een studieplek bij het American Institute Science Laboratory, een voorloper van de huidige Westinghouse Science Talent Search. Hij ging in 1941 naar de Columbia-universiteit, alwaar hij zoölogie ging studeren. Onder Francis J. Ryan voerde hij biochemische en genetische studies uit op de broodschimmel Neurospora crassa.
Om zijn MD te krijgen en zijn militaire dienstplicht te vervullen, werkte Lederberg in 1943 als ziekenhuis corpsman in het klinisch pathologisch laboratorium van het St. Albans ziekenhuis.

### Bacteriële genetica
Lederberg begon zijn medische studie aan Columbia's College of Physicians and Surgeons, terwijl hij zich ook nog met experimenten bezighield. Geïnspireerd door Oswald Avery's ontdekking van het belang van DNA, kwam Lederberg met de hypothese dat bacteriën niet alleen simpelweg kopieën maakten van zichzelf middels celdeling, maar mogelijk ook genen konden uitwisselen. Zijn onderzoek aan Columbia leverde weinig resultaten op. Daarom zocht Lederberg contact met Edward Tatum met het verzoek samen aan dit idee te werken. In 1946 verliet hij zijn studie aan Columbia om onder Tatum te gaan studeren aan de Yale-universiteit. Samen toonden ze aan dat de bacterie Escherichia coli inderdaad een voortplantingsfase kende waarin genetische informatie werd uitgewisseld. Door deze ontdekking kreeg Lederberg in 1947 zijn Ph. D. van de Yale-universiteit.
In plaats van terug te keren naar Columbia en zijn medische studie af te maken, koos Lederberg ervoor om assistent-professor in genetica te worden aan de Universiteit van Wisconsin-Madison. In 1946 trouwde hij met Esther Miriam Zimmer. Zij vertrok met hem naar Wisconsin.
Lederberg en zijn student Norton Zinder toonden in 1952 aan dat bacteriofagen genetische informatie konden uitwisselen tussen bacteriën in Salmonella. Dit process genaamd transductie verklaarde hoe bacteriën van verschillende soorten snel resistentie konden ontwikkelen voor dezelfde antibiotica.
In 1957 richtte Joshua Lederberg het departement van medische genetica op aan de Universiteit van Wisconsin-Madison.

### Later onderzoek

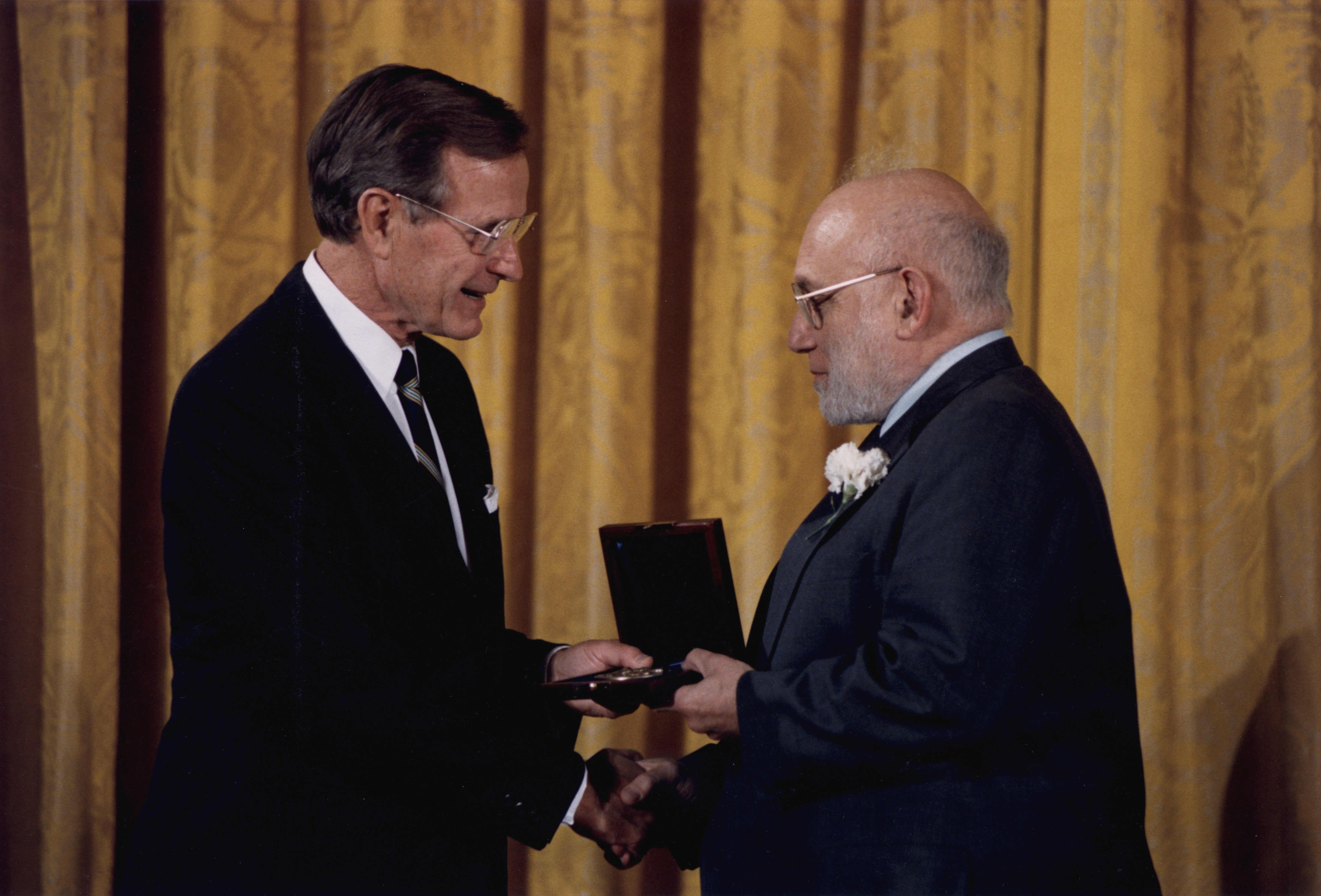
Joshua Lederberg (rechts) ontvangt de National Medal of Science van George H. W. Bush.

Na het winnen van de Nobelprijs in 1958, vertrok Lederberg naar de Stanford-universiteit. Daar werd hij oprichter en voorzitter van het departement van genetica. Hij werkte samen met Frank Macfarlane Burnet aan een studie naar virale antilichamen.
Toen in 1957 de Spoetnik werd gelanceerd, begon Lederberg zich zorgen te maken voer de biologische gevolgen van de ruimtevaart. In een brief aan de National Academy of Sciences uitte hij zijn angst dat buitenaardse microben via de spoetnik en andere ruimtevaartuigen de aardse atmosfeer zouden kunnen betreden. Ook beweerde hij dat microbiologische contaminatie van satellieten en sondes de zoektocht naar buitenaards leven kon verstoren. Hij stelde voor ruimtevaarders bij hun terugkomst op aarde in quarantaine te plaatsen, en apparatuur te steriliseren alvorens het de ruimte in te sturen. Samen met Carl Sagan hielp hij het onderzoek naar astrobiologie en de rol van biologie binnen NASA uit te breiden. In de jaren 60 werkte hij samen met Edward Feigenbaum aan de ontwikkeling van DENDRAL.
In 1966 scheidde Lederberg van Esther Zimmer. In 1968 trouwde hij met Marguerite Stein Kirsch, met wie hij een dochter kreeg.
In 1978 werd Lederberg president van de Rockefeller-universiteit. In 1990 ging hij met zijn emeritaat.
In de loop van zijn carrière was Lederberg wetenschappelijk adviseur van de Amerikaanse overheid. In de jaren 50 was hij lid van verschillende panels van de Presidential Science Advisory Committee. In 1979 werd hij lid van de Defense Science Board en de voorzitter van Jimmy Carters President's Cancer Panel. In 1989 ontving hij de National Medal of Science voor zijn bijdragen aan de wetenschap. In 2006 kreeg Lederberg de Medal of Freedom.
Lederberg stierf in 2008 aan de gevolgen van een longontsteking.